# ملعب هيتاتشي كاشيوا لكرة القدم

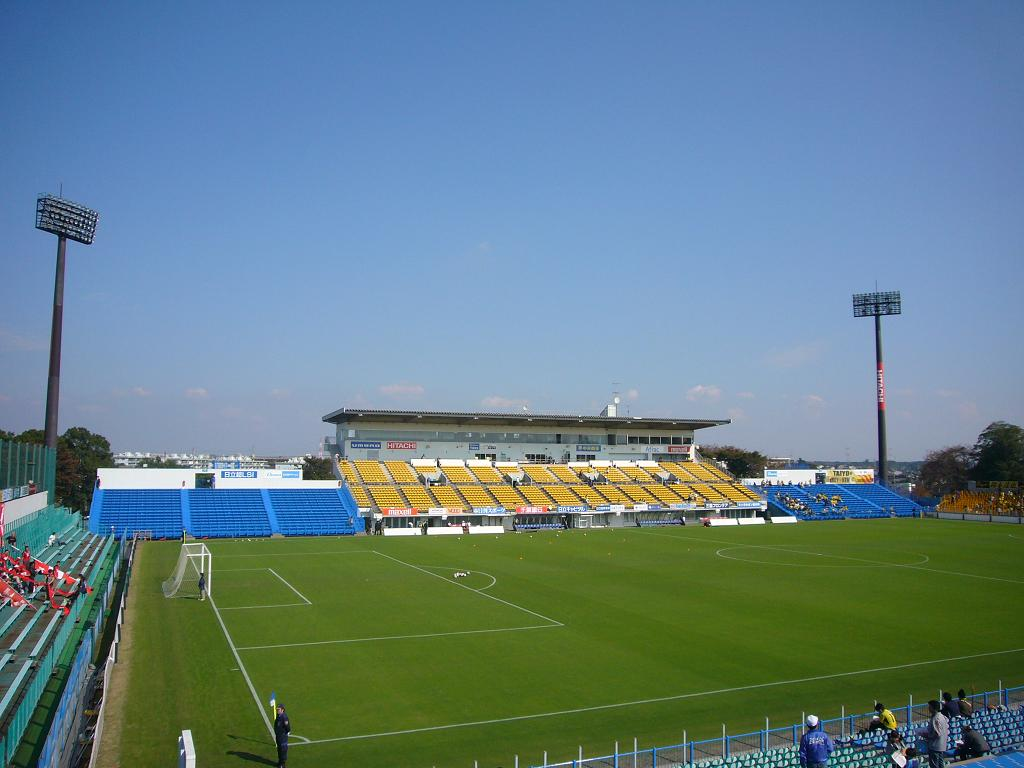

ملعب هيتاشتي كاشيوا لكرة القدم هو ملعب لكرة القدم في كاشيوا، تشيبا، اليابان. يعتبر الملعب الرئيسي لفريق كاشيوا ريسول المتوج حديثا بلقب دوري الدرجة الأولى الياباني يسع الملعب لجلوس 15,900 شخص وقد شيد في عام 1985 وقد تم تجديده عام 1995.